# Saeftinghe
Saeftinghe était une localité de la Flandre zélandaise voisine de Nieuw-Namen, dans l'actuelle commune de Hulst. Actuellement, c'est un marais saumâtre et une réserve naturelle connue sous le nom de Pays inondé de Saeftinghe (Verdronken Land van Saeftinghe).
Le polder de Saeftinghe a été colonisé au XIIIe siècle par l'abbaye de Ter Doest. 
Parmi les habitants de l'abbaye, on compte Willem van Saeftinghe.
Saeftinghe fut jusqu'en 1570 un polder très fertile, vivant de l'agriculture et de l'extraction de la tourbe. Saeftinghe jusqu'à sa chute une seigneurie autonome. Elle comptait quatre villages: Saeftinghe, Namen, Sint-Laureins et Casuwele.
À partir du XIIe siècle, la région fut menacée régulièrement d'inondations.
L'inondation de la Toussaint en 1570 la noya presque entièrement. Quatre ans plus tard, cette «terre inondée» atteignait Verrebroek et Kallo; seuls Saeftinghe et quelques parcelles demeurèrent au-dessus des eaux.
Pendant la guerre de Quatre-Vingts Ans, en 1584, les soldats néerlandais pratiquèrent des brèches dans les dernières digues encore intactes et Saeftinghe disparut sous les eaux. L'endiguement a repris au XVIIe siècle et en 1907 le Hedwigepolder fut la dernière région reconquise sur la mer. Le hameau d'Emmadorp est actuellement voisin de cette terre noyée.